# Atlético Deportivo Panamá Viejo
El Atlético Deportivo Panamá Viejo antes conocido como Panamá Viejo Fútbol Club es un club de fútbol en Panamá, campeón en la temporada 2000-01 de la Primera División (ANAPROF). Juega actualmente en la Liga Distritorial de Panamá Este, cuarta división del balompié panameño.
En el año 2017 jugó en la Liga Ascenso LPF, pero por problemas de licencia fue relegado de división. Panamá Viejo también fue un club de la Asociación Nacional Pro Fútbol, más conocida por el acrónimo ANAPROF y hoy en día llamada Liga Panameña de Fútbol. Desapareció en el año 2001 por problemas económicos y fue absorbido por el Tauro FC, hasta que 15 años más tarde volvió a aparecer.

## Historia
Fundado como Panamá Viejo Fútbol Club es un equipo de fútbol que había desaparecido y retorno actualmente se encuentra en la tercera división Liga Nacional de Ascenso de Panamá, fundado en 1978. Obtuvo el título en la temporada 2000/01, Ellos fueron capaces de vencer en la final al Tauro FC, en lo que es recordado por muchos como una de las mejores finales de la ANAPROF en la historia. 
Formaron parte de la plantilla campeona jugadores, reconocidos que han integrado la Selección Nacional de Panamá como: Víctor Herrera, Blas Pérez, Óscar McFarlane, Anel Canales, Ricardo Phillips y Juan de Dios Pérez.
Desafortunadamente para la Cangrejeros en el año 2001, sufrieron problemas financieros y se vio obligado a fusionarse con el Tauro FC, dejando de existir.
En el año 2014 volvió a los torneos de fútbol en la liga provincial de Panamá Este, resultando subcampeón en su regreso, al lograr el subcampeonato adquiere el derecho de participar en la Copa Rommel Fernández para la temporada 2014/15. Lograría nuevamente esta hazaña para la Copa Rommel Fernández 2015/2016 quedando campeón de la misma y logrando el ascenso a segunda división.
No obstante, fue inhabilitado como equipo por la Federación Panameña de Fútbol por no cumplir con los requerimientos para el licenciamiento de clubes en 2017 y descendido a la cuarta división (Liga distritorial). Luego de solucionar este problema llegó como campeón de liga distritorial de San Miguelito 2019-20 y accediendo a participar de la Copa Rommel Fernández 2020.

## Estructura deportiva

### Categorías
- Categoría masculina mayor
- Categoría masculina sub-23
- Categoría masculina sub-20
- Categoría masculina sub-17
- categoría masculina sub-15
- Categoría de fútbol sala
- Categoría de fútbol playa

## Participación en competiciones de la Concacaf
| Temporada | Torneo                 | Ronda         | Club               | Casa | Visita | Global    |
| --------- | ---------------------- | ------------- | ------------------ | ---- | ------ | --------- |
| 2000      | Copa Interclubes UNCAF | Primera Ronda | Deportivo Saprissa | 1-0  | 0-3    | 2.º Lugar |
| 2000      | Copa Interclubes UNCAF | Primera Ronda | Alianza FC         | 2-0  | 2-7    | 2.º Lugar |
| 2000      | Copa Interclubes UNCAF | Segunda Ronda | CD Olimpia         | 0-5  | 0-5    | 4.º Lugar |
| 2000      | Copa Interclubes UNCAF | Segunda Ronda | Deportivo Saprissa | 1-0  | 1-0    | 4.º Lugar |
| 2000      | Copa Interclubes UNCAF | Segunda Ronda | CSD Municipal      | 0-5  | 0-5    | 4.º Lugar |

## Jugadores

### Jugadores destacados
| - Alberto Blanco - Anel Canales - Víctor Herrera - Juan Jesús Julio - Óscar McFarlane | - Blas Pérez - Juan de Dios Pérez - Ricardo Phillips - Gary Ramos - Rodney Ramos |

## Entrenadores

### Entrenadores destacados
- Gary Stempel (1998–2001)[4]

## Palmarés

### Torneos nacionales
Primera División de Panamá
- Campeonatos (1): 2000-01.

 Copa Rommel Fernández
- Campeonatos (1): 2015-16

 Liga Distritorial de San Miguelito
- Campeonatos (1): 2019